# Callicostella vesiculata
Callicostella vesiculata là một loài rêu trong họ Pilotrichaceae. Loài này được (Müll. Hal.) A. Jaeger mô tả khoa học đầu tiên năm 1877.